# Iglesia de Matías (Budapest)
La iglesia de Matías u oficialmente iglesia de Nuestra Señora de la Asunción (en húngaro: Mátyás-templom Nagyboldogasszony-templom) es una iglesia católica ubicada en la ciudad de Budapest, Hungría.

## Historia de la iglesia

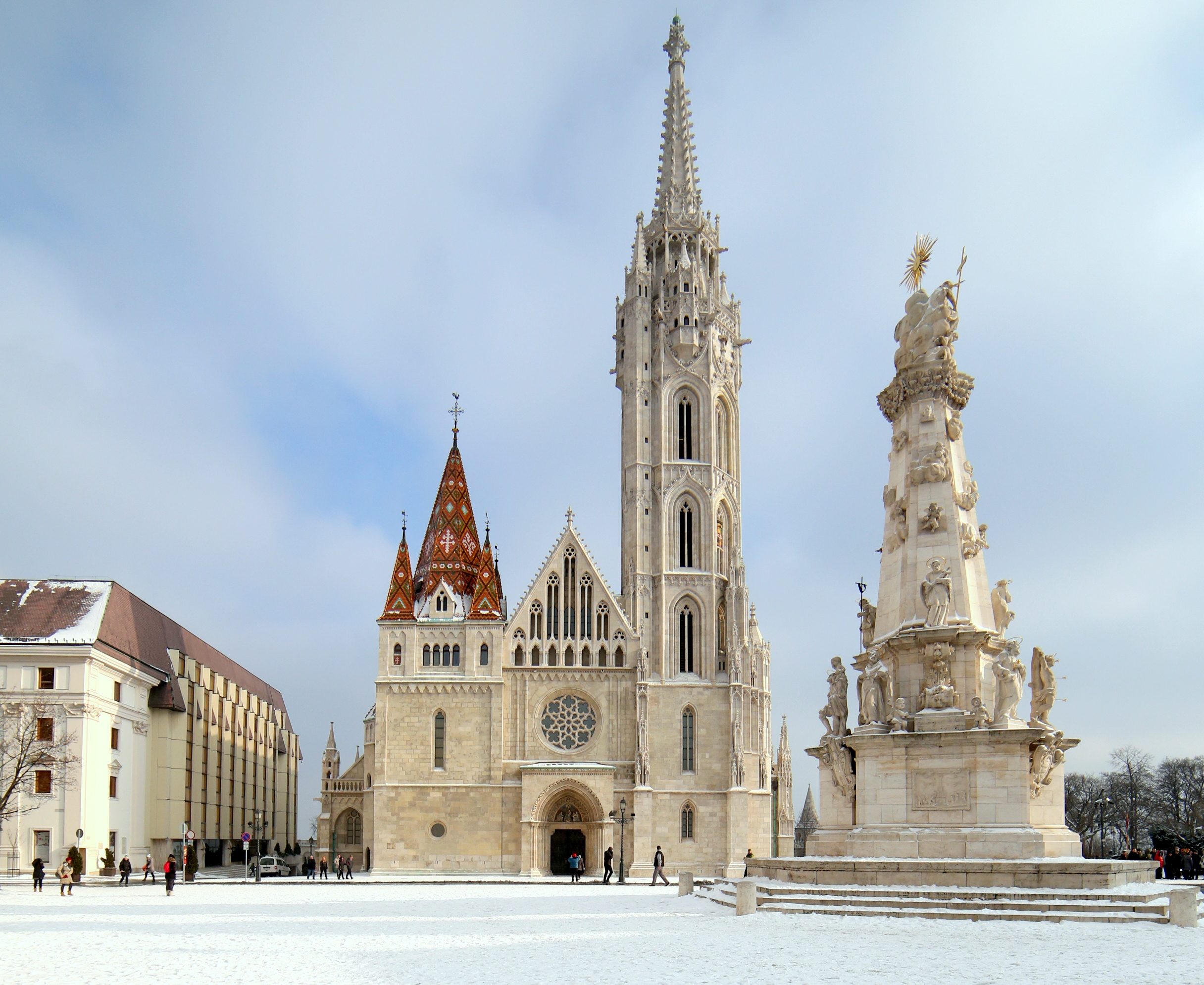
Vista de la iglesia de Matias y la estatua de la Santísima Trinidad (2016).

El templo de la Asunción de Nuestra Señora  —o como la mayoría de la gente lo conoce, bajo el apodo de iglesia de Matías, tras la remodelación hecha en el siglo XV por Matías Corvino— se construyó durante el reinado de Béla IV, el primer rey que mandó a construir un palacio en la cima de la montaña, junto a una aldea.
La tradición eclesiástica mantiene la postura de que en el lugar de la actual iglesia el primer rey húngaro, San Esteban I, construyó una edificación religiosa alrededor de 1015. Todos los reyes posteriores a Béla IV le hicieron alguna modificación, agregándole una torre, una puerta y ampliando el edificio (entre ellos Luis I y Segismundo I, quienes llevaron a cabo modificaciones góticas, y Matías Corvino, quien renovó el templo en estilo renacentista en 1470).
Después de 1541, cuando la ciudad de Buda fue invadida por los ejércitos de los turcos otomanos, la iglesia de Nuestra Señora fue transformada en mezquita, solo para recuperar su situación casi 150 años después cuando los ejércitos germánicos recuperaron el reino. A partir de ese momento continuó contando con gran importancia para los cristianos en la ciudad.
Es uno de los más hermosos templos de arquitectura ecléctica de Hungría y está en la vecindad de la estatua de la Santísima Trinidad, construida para conmemorar la epidemia del año 1709.
Adquirió su forma actual durante la restauración de finales de siglo XIX. Gracias a su excelente acústica, en su interior se celebran también conciertos de órgano y de música clásica. Sus pinturas al fresco y sus vidrieras se deben a los mayores artistas de la época. (Bertalan Székely, Károly Lotz).
En 1867, el arzobispo húngaro de Estrigonia János Simor coronó a Francisco José I de Austria como rey húngaro en la Iglesia de Nuestra Señora. Décadas más tarde, tras la caída del Imperio Austro-Húngaro y la muerte de Francisco José I, una vez finalizada la Primera Guerra Mundial, los húngaros escogieron como rey a Carlos IV de Hungría, miembro de la casa de Habsburgo-Lotaringia, que fue coronado el 30 de diciembre de 1916 por el arzobispo de Estrigonia János Csernoch en esta Iglesia de Matías.